# Гильхен, Андреас
Андреас Гильхен (нем. Andreas Gielchen; 27 октября 1964, Эшвайлер — 3 февраля 2023) — немецкий футболист, игравший на позиции защитника и полузащитника.

## Биография

### Игровая карьера
В течение восьми сезонов играл «Кёльн», в составе которого по итогам сезонов 1988/1989 и 1989/1990 становился серебряным призёром Бундеслиги. Помимо этого в составе «козлов» он играл в финале Кубка УЕФА 1986 года против мадридского «Реала», который выиграл Кубок УЕФА по сумме двух матчей.
В 1991 году перешёл в «Дуйсбург», в составе которого отыграл два сезона. Затем он перешёл в «Алеманнию», в составе которой отыграл три сезона.
После «Алеманнии» он выступал за несколько полупрофессиональных команд, после чего завершил карьеру в 2003 году в возрасте 38 лет.

### Смерть
Скончался 3 февраля 2023 года после продолжительной болезни на 59-м году жизни.